# Antillicharis fulvescens
Antillicharis fulvescens is een rechtvleugelig insect uit de familie krekels (Gryllidae). De wetenschappelijke naam van deze soort is voor het eerst geldig gepubliceerd in 1878 door Saussure.